# 北日本新聞杯
北日本新聞杯（きたにっぽんしんぶんはい）は、金沢競馬場で施行される地方競馬の重賞競走（平地競走）である。競走名は優勝杯を提供する北日本新聞社から冠名が取られている。

## 概要
1993年に創設されたサラブレッド系4歳（現3歳）による重賞競走。創設当初から金沢三冠競走として位置付けられている。施行時期は創設当初から1998年までは8月に開催され、1999年からは6月に、2005年からは5月に変更された。
施行距離は創設当初から1994年まではダート1900m、1995年からは現在のダート1700mで施行されている。
負担重量は2011年から56kg、牝馬2kg減であったが、2025年から57kg、牝馬2kg減となる。
2018年までHITスタリオンシリーズに指定されていた。
2025年現在、石川優駿のトライアルとなっている。

### 条件・賞金等（2025年）
出走条件
サラブレッド系3歳、金沢所属。
負担重量
馬齢（57kg、牝馬2kg減）
賞金額
1着300万円、2着96万円、3着48万円、4着36万円、5着30万円、着外手当5万円。
優先出走権付与
上位3着までに入った馬に石川優駿の優先出走権が付与される。

## 歴史
- 1993年 - 金沢競馬場のダート1900mのサラブレッド系4歳（現3歳）の北陸所属馬限定の別定重量の重賞競走「北日本新聞杯」として創設。
- 1995年 - 施行距離を現在のダート1700mに変更。
- 1999年 - 施行時期を8月から6月に変更。
- 2001年 - 馬齢表示の国際基準への変更に伴い、出走条件を「サラブレッド系4歳の北陸所属馬」から「サラブレッド系3歳の北陸所属馬」に変更。
- 2004年 - 鷹尾俊策が調教師として史上初の連覇。
- 2005年 - 施行時期を6月から5月に変更。
- 2011年 - 米倉知が騎手として史上初の3連覇。
- 2024年 - 「創刊140周年記念 北日本新聞杯」の名称で施行。

### 歴代優勝馬
| 回数   | 施行日        | 距離  | 優勝馬             | 性齢 | 所属 | タイム | 優勝騎手 | 管理調教師 | 馬主                     |
| ------ | ------------- | ----- | ------------------ | ---- | ---- | ------ | -------- | ---------- | ------------------------ |
| 第1回  | 1993年8月29日 | 1900m | ミスタールドルフ   | 牡4  | 金沢 | 2:05.3 | 渡辺壮   | 飯沼三郎   | 杉本久義                 |
| 第2回  | 1994年8月28日 | 1900m | リスクワッスル     | 牡4  | 金沢 | 2:05.7 | 古性秀之 | 田嶋弘     | 木村龍彦                 |
| 第3回  | 1995年8月20日 | 1700m | ブラックジングウ   | 牡4  | 金沢 | 1:51.7 | 大瀬戸豊 | 青山義明   | 木村龍彦                 |
| 第4回  | 1996年8月11日 | 1700m | プライムキング     | 牡4  | 金沢 | 1:53.0 | 山下誠   | 今井光三   | 中谷與作                 |
| 第5回  | 1997年8月17日 | 1700m | ビンゴビクトリー   | 牝4  | 金沢 | 1:52.3 | 米倉知   | 藤木一男   | 本吉二六                 |
| 第6回  | 1998年8月16日 | 1700m | リードジャイアンツ | 牡4  | 金沢 | 1:51.5 | 江下英昭 | 黒澤四郎   | 岩渕菊男                 |
| 第7回  | 1999年6月6日  | 1700m | ノホホン           | 牝4  | 金沢 | 1:52.0 | 長嶋和彦 | 田嶋弘     | 小田切有一               |
| 第8回  | 2000年6月4日  | 1700m | シュウタイセイ     | 牡4  | 金沢 | 1:51.8 | 山中利夫 | 藤木一男   | 高樽秀夫                 |
| 第9回  | 2001年6月3日  | 1700m | キクノライデン     | 牡3  | 金沢 | 1:49.5 | 平瀬城久 | 黒木豊     | 岩渕菊男                 |
| 第10回 | 2002年6月9日  | 1700m | グレイスアッパー   | 牝3  | 金沢 | 1:50.8 | 米倉知   | 高橋道雄   | 田邉久男                 |
| 第11回 | 2003年6月1日  | 1700m | ベースアップ       | 牝3  | 金沢 | 1:51.6 | 桑野等   | 鷹尾俊策   | 木村龍彦                 |
| 第12回 | 2004年6月13日 | 1700m | ロイヤルアタック   | 牝3  | 金沢 | 1:50.8 | 古性秀之 | 鷹尾俊策   | 倉重道弘                 |
| 第13回 | 2005年5月22日 | 1700m | シャインカイザー   | 牡3  | 金沢 | 1:51.9 | 徳留康豊 | 鈴木正也   | 田中雪男                 |
| 第14回 | 2006年5月7日  | 1700m | センパツトモ       | 牝3  | 金沢 | 1:53.1 | 中川雅之 | 中川一男   | 橋本博子                 |
| 第15回 | 2007年5月6日  | 1700m | フアンノネガイ     | 牝3  | 金沢 | 1:53.7 | 吉原寛人 | 宗綱泰彦   | 畑中よしえ               |
| 第16回 | 2008年5月4日  | 1700m | ノーブルシーズ     | 牡3  | 金沢 | 1:49.6 | 中川雅之 | 松野勝己   | 酒井茂之                 |
| 第17回 | 2009年5月3日  | 1700m | エムザックローマン | 牝3  | 金沢 | 1:53.6 | 米倉知   | 金田一昌   | 寺西正彰                 |
| 第18回 | 2010年5月5日  | 1700m | スマートパワー     | 牝3  | 金沢 | 1:50.3 | 米倉知   | 松野勝己   | 酒井茂之                 |
| 第19回 | 2011年5月4日  | 1700m | エムザックハーツ   | 牡3  | 金沢 | 1:50.6 | 米倉知   | 金田一昌   | 寺西正彰                 |
| 第20回 | 2012年5月1日  | 1700m | アルドラ           | 牝3  | 金沢 | 1:50.6 | 藤田弘治 | 高橋俊之   | 濱田光紀                 |
| 第21回 | 2013年4月28日 | 1700m | フレアリングメテオ | 牡3  | 金沢 | 1:52.7 | 青柳正義 | 中川雅之   | 山口明彦                 |
| 第22回 | 2014年5月25日 | 1700m | ディアブレイズン   | 牡3  | 金沢 | 1:50.9 | 平瀬城久 | 高橋俊之   | 前田敏文                 |
| 第23回 | 2015年5月24日 | 1700m | エムティサラ       | 牝3  | 金沢 | 1:51.6 | 青柳正義 | 鈴木正也   | （株）ファーストビジョン |
| 第24回 | 2016年5月22日 | 1700m | バーバリライオン   | 牡3  | 金沢 | 1:53.3 | 田知弘久 | 金田一昌   | 村山忠弘                 |
| 第25回 | 2017年5月21日 | 1700m | ヤマミダンス       | 牝3  | 金沢 | 1:52.2 | 青柳正義 | 中川雅之   | 山下幹夫                 |
| 第26回 | 2018年4月29日 | 1700m | ノブイチ           | 牡3  | 金沢 | 1:52.5 | 藤田弘治 | 鈴木長次   | 佐野信幸                 |
| 第27回 | 2019年5月5日  | 1700m | スターキャデラック | 牡3  | 金沢 | 1:52.1 | 吉原寛人 | 加藤和義   | 坂本順子                 |
| 第28回 | 2020年5月4日  | 1700m | フジヤマブシ       | 牡3  | 金沢 | 1:54.0 | 平瀬城久 | 黒木豊     | 中田了也                 |
| 第29回 | 2021年4月18日 | 1700m | アイバンホー       | 牡3  | 金沢 | 1:48.9 | 中島龍也 | 金田一昌   | 村山忠弘                 |
| 第30回 | 2022年5月24日 | 1700m | スーパーバンタム   | 牝3  | 金沢 | 1:49.6 | 青柳正義 | 鈴木正也   | 三木利文                 |
| 第31回 | 2023年5月14日 | 1700m | ノブノビスケッツ   | 牡3  | 金沢 | 1:49.6 | 青柳正義 | 加藤和宏   | 佐野信幸                 |
| 第32回 | 2024年4月28日 | 1700m | リケアマロン       | 牝3  | 金沢 | 1:50.1 | 西啓太   | 加藤和義   | 稲場澄                   |
| 第33回 | 2025年5月18日 | 1700m | クリノチャールズ   | 牡3  | 金沢 | 1:50.6 | 中島龍也 | 加藤和宏   | （株）ファーストビジョン |

※馬齢は2000年以前については旧表記を用いる。